# Balatonkeresztúr
Balatonkeresztúr es un pueblo ubicado en el distrito de Marcali, en el condado de Somogy, Hungría.

## Superficie
Posee una superficie de 21,06 kilómetros cuadrados.

## Demografía
Hasta 2019 la población era de 1563 habitantes, con una densidad de población de 74,22 habitantes por kilómetro cuadrado.